# Saison 2 de Ninjago
 (mai 2018).
Si vous disposez d'ouvrages ou d'articles de référence ou si vous connaissez des sites web de qualité traitant du thème abordé ici, merci de compléter l'article en donnant les références utiles à sa vérifiabilité et en les liant à la section « Notes et références ».
Chronologie
Saison 1 Saison 3
Cet article présente le guide des épisodes de la deuxième saison de la série télévisée d'animation américaine Ninjago. Elle se nomme La Bataille finale, Final Battle en anglais. Elle est diffusée du 18 juillet 2012 au 21 novembre 2012 sur Carton Network aux États-Unis. En France, elle est diffusée en 22 juillet 2013 au 19 décembre 2013 sur France 3. Tout comme avec la présence saison, elle est diffusée entre 19h et 21h aux États-Unis et aux alentours de 18h en France.

## Épisodes

### Épisode 1:L'Avènement des ténèbres
- États-Unis : 18 juillet 2012 sur Cartoon Network
- France : 22 juillet 2013 sur France 3

Le Falcon vole dans les airs, regardant les ninjas en difficulté sans leur pouvoir et essaye de réparer les dégâts de Ninjago City lorsque Sensei Wu et Nya débarque en leur disant qu'ils ont trouvé un logement. Pendant ce temps, Skales tente de convaincre les Serpents de le laisser être leur chef en prétendant être contre les ordres de Pythor, lorsque Lord Garmadon apparaît et leur dit qu'ils devraient le suivre. Après avoir reconstruit la Bounty du destin détruite en une version sombre et menacé la Serpents s'ils ne le suivent pas, ils sont d'accord. Cependant, au lieu de faire voler le Bounty vers la ville de Ninjago, Garmadon vole dans la direction opposée aux Pics d'Or, pour libérer tout le potentiel des Quatre Armes d'or. Il annonce qu’il veut empêcher la réalisation de la prophétie sans pour autant détruire Lloyd (ou l’un des serpents le suggère avant de se fasse enfermer par Garmadon), il projette de se débarrasser le ninja et Wu afin que Lloyd n'atteigne pas son vrai potentiel.
Pendant ce temps, les ninjas sont à la recherche d'un appartement. Le seul endroit qu'ils peuvent se permettre s'avère être un appartement d'une chambre et d'une demi-salle de bain sans éclairage. Jay et Kai soutiennent qu'ils ont besoin d'un meilleur endroit pour former Lloyd, et le ninja accepte d'acheter une suite de héros chère qui est hors de leur gamme de prix et sans réduction pour eux malgré la contribution pour avoir sauvé la ville. Pour gagner suffisamment d'argent pour le loyer, ils cherchent chacun un emploi. Jay prend un travail de livreur de pizza, Cole devient gardien de sécurité à la banque où ses actions héroïques ne suffisent pas à le faire augmenter, Zane devient traiteur dans un restaurant où il utilise ses capacités de nindroïde pour servir vite et Kai travaille comme animateur de fête où 
Il se fait chahuter par les enfants. Cependant, les emplois finissent par être si difficiles que lorsqu'ils rentrent chez eux, ils sont trop fatigués pour former Lloyd et ils sont loin de faire un loyer et décide de prendre supplémentaire pour cumuler assez d’argent pour pouvoir payer le loyer à la date de la location.
Les généraux Serpent sont les seuls à n’avoir pas suivis Garmadon comme leurs sbires et sont contre le fait qu’il dirige les Serpents, ils réfléchissent à un plan diabolique pour convaincre les Serpent de les suivre mais le plan des généraux n'est pas assez bon pour Skales, qui décide de concevoir un meilleur plan. Sur le chemin de la livrant, Jay sauve une femme d’un groupe d’agresseurs avant de reprendre sa livraison dans une bouche d’égout. Jay découvre que les pizzas sont pour les généraux serpents et entend leur plan, mais est capturé par Acidicus avant de pouvoir alerter les autres ninjas.
La première étape du plan est que les généraux, à l'exclusion de Skales, volent la banque. Comme Cole était trop occupé à faire la sieste, il n'est pas en mesure d'arrêter les généraux avant qu'ils ne s'évadent, mais il les entend dire qu'ils se dirigent vers le métro Ninjago. Kai et Zane sont instantanément alertés, mais ils se font renvoyés de leur travail lorsqu'ils partent ou sont distraits de leur travail. Après que Cole ait été licencié pour avoir dormi durant son service, les trois ninjas se sont mis en route pour arrêter le Serpents. Ils se dirigent vers le métro et parviennent à infiltrer le train des Serpents et à combattre les généraux, mais ils ont des difficultés sans leurs armes et leurs pouvoir. Les Serpentine révèlent que leur plan n'était pas de voler l'argent, c'était de distraire les ninjas afin que Skales puisse kidnapper Lloyd et l'utiliser comme otage contre Garmadon afin qu'il puisse être le nouveau chef des Serpents.
Dans l'appartement, Lloyd est seul à jouer à un jeu vidéo lorsque Skales fait irruption. Bien que Lloyd tente de sortir, la porte est verrouillée et il ne peut pas la déverrouiller. Juste avant que Skales ne puisse capturer Lloyd, ils entendent tous les deux Sensei Wu et Nya de l'autre côté de la porte. Lloyd crie à leur aide de l'autre côté de la porte.
De retour dans le métro, Cole rappelle à tout le monde qu'ils doivent sauver Lloyd et Zane montre aux autres les armes de fortune qu'ils peuvent utiliser pour combattre les généraux. Le ninja parvient à les acculer, mais avant qu'ils ne puissent les vaincre, Cole remarque que le train se dirige tout droit vers Jay. Ils découvrent que le train est automatiquement contrôlé et tire la pause avant qu'il ne puisse frapper Jay, ce qui donne aux Serpents le temps de s'évader.
Le ninja retourne à l'appartement pour le trouver vide. Ils regrettent instantanément d'avoir pris les emplois et s'accordent à dire que perdre Lloyd était leur plus grande perte. Cependant, Sensei Wu et Nya apparaissent à la porte avec Lloyd en leurs annonçant que ça leurs a servi de leçon. Les ninjas se rendent compte qu'ils n'avaient pas besoin de toutes les choses de fantaisie et qu'ils n'avaient besoin que l'un de l'autre. Lorsqu'ils s'en rendent compte, ils déménagent dans l'appartement bondé qui leur a été montré pour la première fois afin de ne pas être distraits et de pouvoir former Lloyd. Lorsque Kai demande ce qui est arrivé à Skales, Sensei Wu révèle qu'il a été jeté en prison. En prison, Skales jure de revenir.

### Épisode 2:Pirates contre ninjas
- États-Unis : 25 juillet 2012 sur Cartoon Network
- France : 29 juillet 2013 sur France 3

L'épisode commence par flashback, montrant l'histoire du Destiny Bounty. Bien avant que le ninja ne le trouve, le navire appartenait à un groupe de pirates dirigé par le capitaine Soto. Ils espéraient trouver la légodique Île des ténèbres, mais le pilotage incompétent de Pete l’aveugle les a fait s'écraser, tuant tout le monde à bord.
À l'heure actuelle, les ninjas ont commencé à former Lloyd, mais ils se rendent compte que leur appartement est trop petit pour s'y entraîner. Ils déménagent bientôt dans un dojo appartenant à un artiste martial confiant mais mal formé nommé "Grand Sensei" Dareth. Il doute que les ninjas aient vraiment sauvé la ville et ne leur permettra d'utiliser le dojo que s'ils peuvent le battre. Il présente plusieurs poses d'animaux, et par la suite, Kai tire sur son capot et bat facilement Dareth avec une attaque de son Spinjitzu.
Lord Garmadon, qui a récemment acquis l'alliance d'Acidicus, Skalidor et Fangtom, n'a pas encore découvert le pouvoir de son méga-arme. Il décide de le tester sur l'Ultra Dragon au fur et à mesure qu'il passe. Cependant, ses ordres de blesser l'Ultra Dragon échouent, bien qu'il dise que c'est parce que les Serpents dirige mal le navire. Il trouve bientôt un journal appartenant au capitaine Soto caché dans sa cabine et le lit. À haute voix, il souhaite avoir un équipage formé comme les Pirates pour commander le navire. La méga-arme commence à réagir, et dans la pièce d'à côté, Garmadon entend les pirates qui ont été ramenés à la vie. Garmadon peu de temps après se rend sur le pont et comprend que la mega arme possède un de création et non de destruction.
Les Pirates et les Serpents commencent à se disputer sur la personne à qui appartient vraiment la Bounty. Garmadon essaie de d’intervenir et dit aux Pirates qu'ils le servent maintenant, mais la Mega Arme a drainé presque tout le pouvoir de Garmadon, de sorte que lui et les Serpents sont facilement jetés à la cale du vaisseau par les pirates. Les pirates sont d'abord confus au sujet des changements apportés à leur navire, mais ils comprennent bientôt comment l'exploiter et le faire voler vers Ninjago City.
De retour au Dojo, les ninjas sont toujours en train d'entraîner Lloyd. Lorsqu'on lui dit de casser les planches, il craque accidentellement le sol dans le processus. Zane commente que la raison pour laquelle il a le potentiel d'être le plus grand ninja est qu'il peut maîtriser tous les principaux pouvoirs élémentaires. Dareth, cependant, n'est pas impressionné. Il dit au ninja qu'il pourrait couper cinquante planches en deux et dit que s'il le fait, le ninja devrait faire de lui le Ninja brun, bien qu'il échoue lamentablement.
Peu de temps après, les Pirates commencent à faire voler le navire à travers la ville et commence le pillant sur leur passage. Les ninjas sont instantanément alertés et se dirigent après lui, disant à Lloyd qu'il doit rester derrière car ses pouvoirs sont trop incontrôlables. Cependant, Dareth monte à bord en premier, convaincu que s'il arrête les Pirates, il sera autorisé à être le Ninja brun. Il est bientôt capturé, et le ninja décide de se faufiler en se déguisant en Pirates.
À bord, Dareth est forcé de marcher sur la planche. Il avoue que tous ses trophées sont faux et que sa ceinture brune est colorée avant de tomber, pour être attrapé par l'Ultra Dragon, qui est conduit par Lloyd. Les ninjas se débarrassent de leurs déguisements et se battent contre les Pirates en utilisant leurs armes en bois. Lorsque Lloyd arrive, ils lui disent de ne pas se battre avant que Kai ne le mette dans un baril. Pour tenter de sortir du baril, Lloyd utilise son premier Spinjitzu, et Garmadon et le Serpents sont libérés de la cellule de prison à temps pour voir que Lloyd est devenu plus fort.

### Épisode 3:Les ennuis n'arrivent jamais seuls
- États-Unis : 1er août 2012 sur Cartoon Network
- France : 15 août 2013 sur France 3

L'épisode commence avec Lloyd qui perfectionne ses pouvoirs élémentaires, en utilisant son électricité pour alimenter une ampoule. Malgré les encouragements de Jay, Lloyd perd le contrôle de ses pouvoirs et détruit l'ampoule, à sa grande colère. Sensei Wu rassure Lloyd qu'il deviendra plus habile avec le temps - il a passé son enfance à espérer suivre les traces maléfiques de son père, et il lui faudra du temps pour embrasser la lumière. Nya arrive et invite Jay à venir au magasin de carrosserie où elle a trouvé un emploi à temps partiel et répare l'Ultra Sonic pendant son temps libre. Elle apporte également une lettre pour Lloyd de l'internat pour enfants terribles de Darkley. Il est dit qu'ils ont maintenant été inspirés par le changement de Lloyd et qu'ils sont devenus l’"internat pour enfants sages de Darkley". Ils invitent Lloyd à recevoir un prix honorifique d'excellence.
Sur le Bounty des ténèbres, Lord Garmadon demande à son équipage de Serpents quelle devrait être leur prochaine tactique pour détruire le ninja en indiquant qu’il ne peut le faire qu’une fois par jour. Après avoir entendu des suggestions pour recréer le Grand Dévoreur, créer plus de pirates et créer un sandwich géant au jambon, Garmadon se met en colère et envisage un plan. Après avoir vu son reflet dans son arme, il ordonne aux Serpents de rassembler les vêtements des ninjas et crée la version maléfique des ninjas. 
Pendant ce temps, le ninja se dirige vers Darkley's et est immédiatement accueilli par Brad Tudabone, l'un des camarades de classe de Lloyd qui avait précédemment mis des fourmis rouges dans son lit. Les ninjas sont immédiatement surpris de ne voir aucun des élèves ou enseignants de l'école, bien que Brad insiste sur le fait que c'est la Journée des Ninja et qu'ils restent tous cachés en l'honneur du ninja.
Brad laisse les cinq dans une pièce pour parler au directeur Noble, mais il s'avère qu'il s'agit d'un autre étudiant nommé Gene. Il révèle qu'ils n'ont pas été inspirés par Lloyd, mais qu'ils ont empiré avant de laisser tomber des sacs de sable sur eux. Les ninjas se réveillent dans une pièce verrouillée remplie de nouveaux enseignants, qui révèlent qu'une fois qu'ils ont essayé de changer d'école, les garçons les ont piégés. De plus, le prix n'était qu'une astuce pour attirer Lloyd afin qu'ils puissent faire de lui leur leader.
De retour à Ninjago City, les clones seme le chaos sur leur chemin tout en cherchant les ninjas. Ils arrivent au dojo, mais Sensei Wu les trompe en les révélant qu'ils ne sont pas vraiment le ninja. Cependant, il est immobilisé par les clones. Avant qu'ils ne puissent commencer à l'interroger, ils entendent un appel de Nya à Jay pour lui demander s'il vient toujours à l'atelier de carrosserie.
Chez Darkley's, les ninjas ont du mal à sortir de la pièce. Jay leur rappelle qu'il est censé rencontrer Nya à l'atelier de carrosserie, et comme il est ponctuel, elle saura que quelque chose se passe. Cela échoue, cependant, lorsque le clone de Jay arrive et trompe Nya pour qu'il révèle où se trouve le ninja. Après que le faux Jay ait embrassé Nya pour voler la clé de l'Ultra Sonic, les clones s'envolent ensuite dans le véhicule et se dirigent vers Darkley's.
Zane se rend compte que puisque l'école a été faite à l'origine pour le mal, il doit y avoir des passages cachés. Ils parviennent à trouver une issue, bien qu'ils déclenchent de nombreux pièges à l'entrain dans le processus et trouvent le chemin qu'ils prennent pour les passants. Pendant ce temps, Lloyd essaie de convaincre les autres étudiants qu'il est mauvais, bien qu'ils ne tombent pas dû s'en faire. Le ninja maléfique arrive bientôt, et les étudiants sont choqués, les prenant pour le vrai ninja. Bien qu'ils essaient de les combattre, ils sont rapidement vaincus. Ils capturent ensuite Brad et exigent de savoir où se trouvent les vrais ninjas.
Lloyd parvient à utiliser son incapacité à contrôler la foudre pour se libérer, mais les étudiants arrivent peu de temps après avoir dit à Lloyd que le ninja est devenu mauvais. Le ninja clone se précipite dans la pièce dans laquelle le ninja était piégé, et est furieux de la voir vide. Cependant, les vrais ninjas arrivent et ils commencent à combattre leurs homologues. Lorsque Lloyd dit aux étudiants qu'ils doivent aider le vrai ninja, ils l'attachent à nouveau. Gene conclut que si le vrai ou le faux ninja pouvait obtenir un coup sur leur double, on disparaîtrait et leur dit qu'ils devraient aider le ninja maléfique à vaincre le vrai ninja. Lloyd révèle qu'il a menti et qu'il est bon, mais que Brad l'est aussi. Il révèle que son premier jour, Lloyd ne savait pas comment les choses fonctionnaient autour de Darkley's, et bien que Brad ait mis des fourmis dans son lit, c'était seulement pour montrer à Lloyd comment les choses fonctionnaient chez Darkley. Lloyd dit aux étudiants que chacun d'eux a un bon côté secret pour eux qui reste silencieux par peur d'être seul. Réalisant que c'est vrai, les garçons rejoignent Lloyd.

### Épisode 4:La Course Ninjaball
- États-Unis : 8 août 2012 sur Cartoon Network
- France : 22 août 2013 sur France 3

L'épisode commence par l’entraînement de Lloyd dans le dojo de Dareth. En préparation pour porter le sort du Ninjago sur ses épaules, il fait le poirier a une mais tout en équilibrant les ninjas et Sensei Wu sur ses pieds. Cela se passe étonnamment bien, mais Lloyd les laisse tomber lorsqu'une boule de démolition perce le mur du dojo.
Alors que Dareth se précipite pour évaluer les dommages, l'opérateur de la boule de démolition explique ; Dareth a pris du retard sur ses paiements de dojo, bien que Dareth dise qu'ils auraient commencé le lendemain s'il n'avait pas eu l'argent. À moins qu'il ne puisse payer cinquante mille ninjafrancs, une société nommée Darnagom Enterprises prévoit d'acheter l'ensemble de l’immeuble pour le remplacer par un terrain de disc-golf. Zane se rend compte que "Darnagom" est une anagramme de leur ennemi éternel : Lord Garmadon, il essaie de détruire le dojo afin que Lloyd n'ait nulle part où s'entraîner. Nya dit au ninja que la course de Ninjaball (une course très dangereuse) aura lieu le lendemain et que le grand prix est de cent mille dollars. Les quatre ninjas décident d'y participer avec l'Ultra Sonic et Lloyd participe avec l'Ultra Dragon.
Le lendemain, la course est sur le point de commencer. Nya se présente pour parler au ninja d'un ajout spécial qu'elle a ajouté à leur véhicule au cas où ils en auraient besoin, activé par un levier, mais à cause du vacarme, ils sont incapables d'entendre ce qu'il fait, et Nya doit partir avant de pouvoir l'expliquer à nouveau. Peu de temps après, les autres coureurs se fraient un chemin vers la ligne de départ, y compris les forgerons royaux, Ed et Edna, le capitaine Soto et ses pirates, Kruncha et Nuckal, Gene et Brad, et le facteur. La course commence, et les concurrents s'en courent, à l'exception des ninjas, dont l'Ultra Sonic perd une piste (a cause du sabotage de Gene et Brad).
Pendant ce temps, les généraux serpentins parviennent à libérer Skales de prison et ils s'échappent dans un bus Serpentine. Cependant, la police poursuit les quatre et, dans une tentative d'évasion, ils se joignent accidentellement à la course, à la grande confusion de Skales. De retour à la ligne de départ, le ninja réussit à réparer l’ultra sonic et à rejoindre à nouveau la course.
Sur le Bounty des ténèbres, Lord Garmadon est choqué de voir les ninjas participer à la course et décide d’y participer pour s'assurer qu'ils ne gagneront pas. La course a maintenant changé de terrain pour le désert où les Pirates s'écrasent sur les rochers et sont mis hors de la course, en raison de la conduite de Pete l’aveugle. Juste au moment où les ninjas commencent à rattraper les autres coureurs, Lord Garmadon apparaît et commence à tirer sur le ninja, mais Lloyd écrase accidentellement l'Ultra Dragon dans le navire, ce qui les fait manquer. Après la discussion, Lloyd et les ninjas décident de travailler ensemble pour gagner.
À la forêt de Birchwood, tout comme Lloyd souligne un raccourci que les ninjas peuvent prendre, l'Ultra Dragon est abattu par Kruncha et Nuckal, mais ils s'écrasent peu de temps après. L'action se rend ensuite dans les tribunes, où les annonceurs demandent à Dareth le but des ninjas. Après que Dareth leur ait dit comment ils essaient de sauver le dojo, la foule applaudit énergiquement les ninjas.
De retour sur la piste de course des Glaciers Barrens, le ninja remarque que leur gaz est à court. Ed et Edna, après avoir entendu parler du dojo, proposent de leur donner leur gaz, mais les ninjas ne peuvent pas s'arrête sans risque de se retrouver à la dernière place. La seule option est pour eux de connecter un tuyau aux deux réservoirs de gaz et de transférer le gaz pendant qu'ils courent. Lord Garmadon interfère et envoie ses Serpents pour les arrêter. Bien que cela échoue, la voiture d'Ed et Edna est en panne dans le progrès. Jay prend un morceau de leur voiture et l'attache à l'avant de leur véhicule pour s'assurer qu'au moins un morceau de leur voiture arriverait à la ligne d'arrivée.
La course est dans sa dernière ligne droite, et Lord Garmadon et les ninjas sont en tête. Pour s'assurer qu'il gagne, Lord Garmadon souhaite une division que le ninja ne pourra pas franchir. Bien que l'espoir semble perdu, Kai utilise le levier que Nya a installé qui amène l’ultra sonic à déployer ses ailes cachées et à traverser la ligne de partage. Lord Garmadon et les ninjas se battent tous deux pour la tête, mais les ninjas gagnent par la pièce de la voiture d'Ed et Edna qui traverse la ligne d'arrivée en premier.

### Épisode 5:Jeux d'enfant
- États-Unis : 15 août 2012 sur Cartoon Network
- France : 29 août 2013 sur France 3

Aux Destiny's Bounty restaurer qui survole le village de Jamanakai, Lloyd déplorant qu'il doit s'entraîner et ne pas jouer avec les autres ou profiter de sa jeunesse. Celle-ci donne peut d’effort pour son entraînement avec les ninjas et fait part de son désir d’obtenir la nouvelle bande dessinée de "Combat les Étoiles" qui viens de sortir avant qu’il y en est plus mais les ninjas lui explique qu’il est trop grand pour ça. 
Nya arrive sur le pont pour annoncer au ninjas que Lord Garmadon a été repéré au Musée. Alors que le ninja parten interdisant à Lloyd de venir avec eux, Lloyd se plaint à Nya d'être trop vieux pour la bande dessinée, mais trop jeune pour se battre, avant qu'elle ne lui propose de s’entraîner avec elle. Une fois sur le lieu, Lord Garmadon dit aux Serpents qu'il va faire revenir à la vie Grundal (une espèce éteint où la seule chose qu’il reste c’est le squelette) pour éliminer les ninjas car il s’agissait d’un prédateur inarrêtable, il déclara a Skales qu’il n’échouera pas. Garmadon brandi sa mega arme sur le squelette du Grundal intervient et stoppe le processus
Garmadon bat en retraite, tandis que les généraux Serpents volent un sarcophage d'or pour être indemnisé. Les ninjas les poursuivent, mais il est à la traîne. Les généraux ne peuvent pas faire passer le sarcophage à travers un trou d’égout avec eux, alors ils décident de le laissé derrière eux pour pouvoir s’échappés. En retrouvant le sarcophage, les ninjas se rendent alors compte qu'ils ont été transformés en enfants, même Zane alors que c’est un nindroïde. Lorsque la police arrive sur les lieux, elle accuse les ninjas du vol et le place en état d'arrestation, il tentèrent de plaider leur innocence toutes en déclarant qu’ils sont les ninjas mais ne les policiers ne les croient pas à cause de leur âge. 
Ils les ramènent au musée le lendemain matin pour s'excuser de leurs actions. Le directeur du musée accepte leurs excuses, mais se demande où est le fossile de Grundal qui a disparu. Les ninjas se rendent compte que le Grundal a dû être ressuscité après tout et tente d’avertir de la menaces du Grundal ressusciter mais les flics qui ne les croient toujours pas, les ninjas s'échappent et se déguisent et s'enfuit avec des écoliers qui sont en excursion. Le Grundlal apparaît au-dessus du musée, effrayant une foule de gens dans les environs.
Sensei Wu et Nya, inquiets que le ninja ne soit pas encore revenu, laissent Lloyd derrière eux pour aller les chercher, celui-ci profite de leur absence pour négliger l’entraînement pour pouvoir jouer au jeu vidéo, il reçoit un appel de Jay lui disant de les retrouver dans une pizzeria en apporter avec lui leurs armes, car ils ne peuvent pas prendre le bus sans un adulte. Lloyd est confus, mais arrive rapidement. Lorsqu'ils se rencontrent, Kai informe Lloyd de la situation et le groupe se demande ce qu'ils devraient faire au sujet du Grundal. 
Lloyd, sachant exactement qui serait le plus informé sur la créature, il les amène dans un magasin de bandes dessinées pour leurs présenter le vendeur, Rufus McCallister. Rufus l'informe que leurs armes sont inefficaces contre le Grundal, qu’il ne chasse que la nuit et qu’il est vulnérable à la lumière et que l’idéal, ça serait des Illumi -Sabre mais la boutique ne les donne que comme prix pour avoir remporté un concours de connaissance en bandes dessinées. Lloyd laisse un message pour Wu et Nya au Destiny's Bounty, leur racontant rapidement ce qui s'est passé et leur emplacement actuel. Maître Wu et Nya se rendent ensuite a la boutique de thé deMystake pour prendre le "thé de demain" Tomorrow's Tea pour redonner l’âge des ninja et ramener le Grundal à un tas d’os.
Pendant ce temps, Lloyd atteint la finale mais perd la compétition en raison du fait que la question finale provient d'une bande dessinée du dernier numéro qui n’a pas encore lu. Malheureusement, le Grundal débarque à la boutique et s’apprête à dévorer les ninjas. Les ninjas attrapent les illumi-sabre pour se défendre contre les Grundal, mais parce qu'ils étaient conçus comme des accessoires, ils se cassent facilement. Lloyd tente d’attaquer le monstre avec ses pouvoirs, mais est rapidement mis de côté. Juste au moment où le Grundal est sur le point de consommer le ninja. 
Wu et Nya arrivent avec le thé de demain en leurs indiquant qu’ils doivent le jeter sur le Grundal pour qu’il redevient un squelette, ainsi qu'eux-mêmes dans leur dans le processus. Les ninjas hésitent une fois qu'ils se rendent compte que cela signifierait que Lloyd vieillirait également et raterait son enfance. Lloyd, acceptant les conséquences, utilise le thé pour vaincre le Grundal. Les ninjas sont revenus à la normale, mais maintenant Lloyd a aussi leur âge. En quittant la boutique, Rufus remettant à Lloyd sa bande dessinée du dernier numéro, qu'il dit avoir méritée. Lloyd (devenus mature) refuse en disant qu'il sait déjà comment cela se termine.

### Épisode 6:Retour vers le passé
- États-Unis : 22 août 2012 sur Cartoon Network
- France : 29 août 2013 sur France 3

À bord de Destiny's Bounty, le ninja entraîne Lloyd avec une variété d'armes et de compétences. Nya commente que Lloyd est devenu surdoué maintenant qu'il grandir, mais Sensei Wu dit à ses élèves de défier à nouveau Lloyd, cette fois à pleine force. Juste à ce moment-là, le Falcon arrive et montre les Serpents sont de retourner dans la cité d'Ouroboros. Le ninja se dirige vers la ville et arrive la nuit. Sensei Wu et les ninjas affrontent Lord Garmadon, seulement pour que Lloyd arrive et gèle la méga arme. Garmadon est choqué en voyant son fils devenu grand et qu’il s’est amélioré.
Lord Garmadon s'échappe se retire en ordonnant au serpents d’attaquer. Garmadon se plaint des ninjas et souhaitant qu'ils n'aient jamais existé. Cette déclaration l'inspire à créer un portail temporel grâce à sa mega arme. Les ninjas trouvent le portail alors que le sable commence à s'élever, car la cité s’enterre comme si elle n'avait jamais été trouvée. Les héros se rendent compte que Garmadon manipule le passé, empêchant les ninjas de former Lloyd alors que ce dernier a la sensation de disparaître. Les ninjas décident qu'ils doivent suivre Garmadon dans le passé, Sensei Wu les avertissant que "s'il change quelque chose, il change tout".
Les quatre ninjas sautent dans le portail et atterrissent dans un champ de riz boueux, non loin de la boutique des "quatre armes" où Wu tentait de recruter Kai pour qu’il devienne un ninja. Les quatre ninjas tendent une embuscade à Wu et lui expliquent leur situation, se rendant compte trop tard qu'ils ont par inadvertance changé le passé dans le processus. Malgré cela, Kai persiste à demander son aide à leur maître du passé. Bien que confus par les événements, Maître Wu accepte d'aider.
Quelques instants plus tard, le Squelette fait irruption pour capturer Nya et trouver la carte, avec Garmadon déguisé en squelette. Alors que le ninja actuel regarde le Kai et Nya du passé combattre les squelette, Zane suggère qu'ils devraient combattre quelques squelettes tant que le passé de Kai et Nya ne les voit pas. Kai ait averti Wu d’aller sauver sa version du passé. Tout se passe comme avant jusqu'à ce que Samukai ordonne à Kruncha d'enlever Nya mais Garmadon sabote l’enlèvement et obligé les squelettes à se retirer (cet événement provoque l’effacement du présent). Kai se rend compte que Garmadon à changer le passé en empêchant les Squelettes d'enlever Nya, empêchant aux Kai du passer des raisons pour devenir un ninja. Comme Zane l'explique à Jay et Cole, si Kai ne devient jamais un ninja, toutes leurs actions à l'avenir seront annulées. Les ninjas demandent au Wu du passé de convaincre de le suivre Kai, bien que Kai du passé soit réticent, Nya l'encourage à y aller, pensant que cela pourrait être une expérience amusante.
Les ninjas espionnent du monastère du Spinjitzu pour observer l’entraînement du Kai du passé mais réalise qu’il est à peine intéressé puisque Nya n’a pas été enlevé pour susciter la motivation à kai. Par conséquent, Zane décide qu'ils doivent kidnapper Nya et la remettre à l'armée du squelette pour motiver Kai et remettre les événements sur la bonne voie. Cette nuit-là, Zane, Cole et Jay se déguisent en Squelette pour kidnapper Nya pendant que Kai se fait passer pour le reflet de son passé pour le dissuader de prendre au sérieux l’entraînement. Pendant ce temps, alors que Jay, Cole et Zane kidnappe Nya, les trois ninjas croise leurs homologues du passé. Alors les trois ninjas se battent contre leur passé tout en se faisant passer pour des squelettes avec leur masque. Les ninjas présents s'en tirent avec Nya, rétablissant ainsi le présent.
Dans la forêt de tranquillité, les quatre ninjas trouvent le camp de squelette et déposent Nya devant Kruncha. Cependant, Lord Garmadon s'est rendu compte que ses ennemis interfèrent avec ses plans, ce qui l’incite à apparaître devant son moi du passé au pays des ténèbres. Bien que le passé Garmadon soit très confus par l'apparence de son futur moi, Garmadon explique rapidement les circonstances et formule un nouveau plan avec son moi passé. Dans le présent s’efface de nouveau. De retour dans la forêt, le ninja du présent et Sensei Wu du passé regardent les ninjas du passé dormir autour d'un feu de camp pour s’assurer que les événements se déroulent comme prévu. Alors que Kai explique les événements qui vont suivre après avec son double du passé au Temple du Feu.
Le ninja présent et Wu suivent le Kai du passé jusqu'au temple, où Kai s’empare du sabre de feu avec Spinjitzu tout en sauvant Nya. Cependant, Kai se rend compte que quelque chose ne va pas lorsque Garmadon répond différemment contrairement à la première fois. Soudain, Kai se fait attaqué par le Garmadon du présent. Réalisant que son moi passé n'a aucune chance contre le Garmadon, Kai attrape le sabre de feu pour sauver à temps son homologue. Cole et Zane se joignent, mais même les trois ninjas sont incapables de vaincre Garmadon. Zane a suggéré de détruire la méga-arme pour défaire tous les changements et ainsi rétablir leur présent. Jay débarque avec les autres armes d'or du passé pour s’en servir pour pouvoir détruire la mega-arme étant une équivalente. Avec leurs armes ultimes en main, les ninjas du présent combinent leurs pouvoirs élémentaires et font exploser la méga-arme, tandis que le maître passé Wu utilise ses propres pouvoirs pour la sortir des mains du présent Garmadon. Comme tout le monde regarde, les armes d'or se combinent avec la méga-arme, la lançant dans l'espace avant qu'elle n'explose brillamment. 
L’époque s’apprête à disparaître et les ninjas se retournent au présent dans la salle d'entraînement du Bounty. Pendant un moment, ils craignent que Lloyd ne soit plus là, mais Lloyd se précipite rapidement dans la pièce, ils sont ravis de le retrouver et d’avoir rétabli la chronologie mais Lloyd est confus par leur discours sur la méga-arme de Lord Garmadon ; apparemment, lorsque le ninja a détruit la méga-arme dans le passé, la connaissance de tout le monde de la méga-arme a été effacée, à l'exception de ceux qui sont présents pendant la destruction de la méga-arme. 

### Épisode 7:Le Guerrier de pierre
- États-Unis : 3 octobre 2012 sur Cartoon Network
- France : 10 octobre 2013 sur France 3

Dans la cité d'Ouroboros, le Serpentcopter atterrit dans l'arène avec Lord Garmadon qui descend pour se prélasser sur un transat. Le lord maléfique informe les généraux de Serpents qu'il a un plan ingénieux même s’il n’a plus sa mega-arme, il leur annonce qu’il a lu le journal du capitaine Soto qui mentionne une île lédique connue sous le nom d'île des ténèbres. Skales est sceptique, mais les généraux partent avec Lord Garmadon dans le serpentcopter.
Au Destiny's Bounty, les ninjas sont réveillés par leur réveil, Lloyd utilisant fatiguément ses pouvoirs pour le détruire. Sensei Wu entre dans leur chambre en leur disant qu’il faut nettoyer les déchets de l'Ultra Dragon, les ninjas tentent de refiler la corvée à Lloyd mais celle-ci proteste en leurs disant qu'ils ne peuvent plus leur continuer à leurs refiler leur tâche ingrate maintenant qu’il est grand. Les ninjas sont d'accord et proposent de jouer à "pierre, feuille, ciseaux" pour confier la corvée au perdant et c’est Lloyd qui perd, il est donc obligé de nettoyer de toute façon. Les lui font comprendre qu'avoir un dragon prend beaucoup de responsabilité mais Lloyd leurs explique qu’il ne la jamais su car sa mère l'a abandonné quand il était jeune. Nya arrive alors, disant au ninja qu'il y a une urgence au musée d'histoire de Ninjago.
Lorsque le ninja arrive, le conservateur du musée leur dit que le venin du Grand Dévoreur s'est infiltré dans le système d'égout et s’est répandu dans le musée, donnant au article de souvenir sur les Guerrière de Pierre. Alors qu'ils combattent tous les figurines agressives de guerriers de pierre, ils massacres la boutique de souvenirs. Cependant, un jouet d’un guerrier s’enfuit et Sensei Wu le poursuit dans le couloir, bien qu'en le brisant, il tombe sur la mère de Lloyd, Misako. Lorsque Lloyd sort de la salle, Sensei Wu la présente aux ninjas. Lors de son retrouvailles, Misako dit à son fils qu'elle avait ses raisons de partir, mais Lloyd refuse d'écouter et part pour une autre pièce pour être seule.
Alors que Lord Garmadon et les généraux de Serpent arpentent les mers depuis le serpentcopter, Lord Garmadon se plaint d'être incapable de trouver l'île, et il ordonne au pilote de retourner le serpentcopter. Skales ment à Lord Garmadon en disant qu'il a repéré l'île, mais une fois que Lord Garmadon regarde, Skales le pousse dans la mer en contrebas. Les généraux déclarent alors Skales le nouveau roi serpent.
De retour au musée, Misako trouve Lloyd assis au bord de l'exposition du gouffre sans fond, à laquelle elle affirme que c'est là qu'elle a trouvé le guerrier de la pierre géante. Misako explique qu'elle l'a abandonné pour tout apprendre sur la prophétie du Ninja vert, sachant que Lloyd serait le Ninja vert, et voulant l'empêcher, lui et son père, de se battre. Elle commence à raconter l'histoire du premier maître Spinjitzu et de la façon dont il a créé Ninjago avec les quatre armes d'or. Misako explique que pour qu'il y ait de la lumière, il doit y avoir une ombre, et dans l'ombre, il y a de l'obscurité. L'ombre la plus sombre existait il y a longtemps, un esprit maléfique appelé Overlord. L'équilibre était en jeu, et ni l'un ni l'autre ne pouvait conquérir l'autre, alors Overlord a créé des guerriers indestructibles à partir de la roche de l’île des ténèbres qui les appelés l'Armée de pierre. Sachant qu'il serait vaincu, le premier maître Spinjitzu a divisé Ninjago en deux, et depuis lors, il n'y avait eu aucun signe de Overlord ou de l'Armée de pierre, jusqu'à la récente découverte de Misako. Tant que l'équilibre restera stable, Overlord restera pris au piège, et Lloyd est le seul à pouvoir l'arrêter avant que Ninjago ne soit en proie à l'obscurité.
Ensuite, tandis que le directeur du musée présente la nouvelle exposition de la statue du guerrier de pierre, le venin du Grand Dévoreur coule du plafond sur la statue, lui donnant vie. Alors que Misako leur dit qu'il y a de l'espoir pour empêcher le combat de Lord Garmadon et Lloyd, le guerrier de pierre se déchaîne dans le musée et affronte les ninjas. Ils essaient de le combattre en vain, et ils sont forcés de fuir la pièce et de courir à travers le musée alors qu'ils tentent d'élaborer un plan pour le vaincre. Ils s'arrêtent à l'intérieur d'une grande pièce et ferment les portes, et alors que le guerrier de pierre commence à la briser, Lloyd trouve soudainement un plan et dit au ninja de le distraire. Lloyd quitte la pièce alors que le guerrier de pierre entre par effraction.
Lord Garmadon se ramasse sur la plage de l'île des ténèbres, et Overlord sous forme de nuages violet le découvre. Le Seigneur Overlord discute avec Lord Garmadon, et Lord Garmadon exige qu'il lui donne le pouvoir de détruire les ninjas et de transformer Ninjago à son image, mais Overlord dit qu'il doit d'abord le suivre.
Au musée, Misako décide d'aider Lloyd en conduisant le guerrier de pierre à l'emplacement de Lloyd. Après l'avoir retrouvé, Lloyd parvient à tromper le guerrier de pierre pour qu'il passe par-dessus les faux panneaux du plancher, révélant le gouffre géant où il a été mis au jour. Une fois que le guerrier tombe, Misako dit à Lloyd qu'elle est fière de son fils, et lorsque Maître Wu et le ninja arrivent, Wu lui demande de rester avec eux, ce qu'elle accepte, même Lloyd est d’accord.

### Épisode 8:Le jour où Ninjago s'est mis à trembler
- États-Unis : 10 octobre 2012 sur Cartoon Network
- France : 17 octobre 2013 sur France 3

Skales est couronné comme le nouveau roi des Serpent après s’être débarrassé de Lord Garmadon et décide d'enterrer Ninjago City et ses citoyens à la ruine, afin que les Serpents puisse prendre leur revanche et ainsi prendre le relais en tant que dirigeants de Ninjago. 
Pendant ce temps, les ninjas entraînent Lloyd à se battre sans utiliser ses yeux dans le Dojo de Dareth, ce qui fait un gâchis dans le processus. Pendant que Sensei Wu attend dansm Bounty, il découvre sous son chapeau une photo de lui-même, de Misako et de Garmadon jeune avant le bannissement de ce dernier. Misako apparaît derrière lui, commentant qu'elle avait oublié à quel point Garmadon était pâle. Elle montre à Sensei Wu ses recherches sur la prophétie du Ninja vert, et pendant qu'il la regarde, elle lui déclare qu’elle aurait dû le choisir à la place de Garmadon mais Wu lui dit que le passé est le passé, mais Misako lui prend la main alors qu'elle insiste sur le fait qu'il y a toujours l'avenir. Cependant, ils sont interrompus par un fort tremblement de terre, et Zane envoie son faucon à la recherche du danger.
Le Serpent Provoque l’effondrement de la ville en créant une galerie de réseaux souterraines grasses au Constrictor mais sur leur chemin, les serpents tombent sur une porte mystérieuse et ancienne. Pendant ce temps, sur l'île des ténèbres, sous la direction de Overlord, Lord Garmadon grimpe du haut d’une montagne car au sommet, la "plus grande arme"d'Overlord s’y trouve.
Dans la ville de Ninjago, les ninjas sauvent une femme qui a été piégée dans la rue qui s'est effondrée, avec l'aide de son chien. Puis Misako se rend compte que, selon les prophéties, les tremblements de terre sont un avertissement.
Tout en enquêtant sur les marques sur la porte, Skales trouve un bouton qui l'ouvre. Ils traversent et trouvent une grande armée de guerriers de pierre, qui prennent vie à cause du venin du Grand Dévoreur qui coule depuis les stalactites. Les Serpent tentent de les combattre, mais comme ils sont indestructibles, les Serpent sont facilement maîtrisés. Acidicus demande s'ils devraient se retirer, mais Skales n'est pas d'accord et continue à se battre, pour être finalement vaincu peu de temps après. Les guerriers de pierre sortent tous de leurs tombes avant que la porte se ferme, emprisonnant à nouveau toute les Serpent.
Alors que les guerriers de pierre émergent à la surface et font des ravages sur la ville, Maître Wu dit au ninja de rassembler tout le monde à un point d'évacuation pour être récupéré par le Bounty, dont le seul point d'évacuation approprié était le toit de l'immeuble du bureau de NGTV. Les citoyens se dirigent tous vers le bâtiment tandis que le ninja retient les guerriers de pierre en utilisant l'Ultra Sonic et l'Ultra Dragon.
De retour sur l'île des ténèbres, Lord Garmadon atteint enfin le sommet de la montagne, où il trouve une énorme horloge et le casque des ombres. Overlord dit à Lord Garmadon de porter le casque, ce qui lui donnera le contrôle de l'Armée de pierre. En le mettant sur la tête, les aiguilles de l'horloge commencent à bouger. Overlord explique que l'horloge est un compte à rebours jusqu'à la bataille finale, et ils veilleront à ce que l'obscurité submerge enfin la lumière.
Alors que les citoyens se rendent au sommet du bâtiment par l'escalier, les ninjas continuent de retenir l'armée de pierre. Cependant, Misako se rend compte qu'elle a laissé tomber son précieux rouleau de recherche alors qu'elle montait, et redescend pour le récupérer. Mais le Bounty doit décoller alors que l'armée de pierre a commencé à endommager les réacteurs du navire, et à la dernière minute, Wu saute du vaisseau pour aller aider Misako. Misako remarque son rouleau emmêlé dans les fils des longs plafonniers, et après avoir vu l'armée de pierre gagner sur elle, elle est forcée de sauter sur les fils et de descendre soigneusement vers son rouleau. Après l'avoir récupéré, elle tente de sauter sur la rampe de l'escalier en vain, se trouvant au risque de tomber.

### Épisode 9:Retrouvailles
- États-Unis : 17 octobre 2012 sur Cartoon Network
- France : 31 octobre 2013 sur France 3

Sensei Wu, Zane et son faucon se tiennent sur un pic, observant comment l'île des ténèbres est apparue au milieu de l'océan et comment l'armée de pierre a mystérieusement disparu. Zane envoie son faucon pour voir ce qu'il y a sur l'île pendant que les autres travaillent sur les moteurs du Bounty. Misako mène les autres à l'intérieur en disant qu'il y a un moyen de vaincre l'armée de pierre dans les rouleaux. Elle leur dit que le pouvoir du Ninja vert ne peut être débloqué que lorsque les quatre protecteurs (Kai, Jay, Cole et Zane) trouvent leur véritable pouvoir élémentaire. Elle explique qu'ils peuvent trouver leurs pouvoirs élémentaires au Temple de la Lumière, qui est situé sur l'île des ténèbres. Comme le Bounty ne peut plus voler, ils décident d'y naviguer à la place.
Le Bounty est placé sur le quai, tandis que tout le monde dit au revoir à tous ceux qu'il aime, à l'exception de Zane. Zane dit à Wu que Ninjago va lui manquer, mais qu'il est excité par l'avenir. Le reste des ninjas monte à bord du navire et met les voiles vers l'île.
Les ninjas réfléchissent à ce qu'ils pensent être sur l'île, mais Lloyd se demande si ce sera la fin de leur destin. Zane vérifie sa vision de faucon et voit qu'il est arrivé à l'île sombre, lorsqu'un guerrier de pierre l'abattre, laissant Zane sans famille. Misako indique qu'une tempête se dirige vers eux. Pendant ce temps, sur l'île des ténèbres, un soldat de pierre lui apporte de la substance noire à Garmadon qui lui pense que c’est stupide de "jouer dans la boue" lorsque le Seigneur explique qu'il ne s'agit pas de boue, mais de la matière noire, une substance horrible qui peut rendre l'homme le plus gentil en un être aussi sombre comme la nuit.
En naviguant, Zane regarde depuis les yeux de son faucon et apprend qu’il a rejoint l’île des ténèbres. Malheureusement, le faucon se fait tirer par un des guerriers de pierre, ce qui rend Zane très triste puis l'équipage du Bounty lutte pour combattre la tempête et est bientôt attaqué par des mâchoires de mers, des étoiles de mers qui dévorent les navires jusqu'à ce qu'ils coulent. Ils utilisent leur Spinjitzu pour les jeter par-dessus bord, mais se rendent vite compte qu'ils ont déjà mâché un trou dans le navire.
Sur le pont inférieur, l'équipage essaie d'enlever toute l'eau du navire, quand Zane prétend qu'il sent quelque chose. Ils accostent sur une île qui abrite une grande prison de phare en brique. Ils montent les escaliers et sont accueillis par le Dr. Julien, le créateur de Zane qui est réjouît de le revoir alors qu’il est étonné de le voir en vie. Il invite tout le monde à l'intérieur pour leur servir du thé et explique à Zane comment il est vivant, malgré ses souvenirs disant qu'il était décédé.
Après avoir éteint l’interrupteur de mémoire de Zane, Samukai l'a ramené à la vie avec un élixir de Résurrection et l'a forcé à construire des véhicules et des armes pour son armée. Quand le Dr. Julien à refuser, les squelettes l'ont enfermé dans ce phare avec une boîte à outils et disent qu'une fois qu'il aura tout construit, il pourra revoir Zane. Puis, Samukai a enchaîné un Léviathan au fond de la mer pour s’assurer qu’il ne s’échappera pas, bien que Samukai ne soit jamais revenu.
Soudain, le Léviathan vérifie le Dr. Julien pendant que le ninja et d'autres se cachent. Kai et Nya demandent l’aide du Dr. Julien pour qu’il répare le Bounty en lui proposant de se joindre à eux où le Dr accepte pour enfin s’évader. 
Ils ont commencé à travailler ensemble pour réparer les moteurs. Lorsque Zane a fini de cuisiner pour son père, Zane demande à son père de retirer son interrupteur de mémoire pour qu'il n'oublie jamais son père. Le Dr. Julien explique qu'il est parfait comme il est et qu'il est heureux de l'avoir trouvé tout comme lui qui est ravi de le revoir. Pour gâcher le moment, le Leviathan revient et ils courent tous à bord du navire et essaient de s'envoler. Lorsqu'ils sont presque entraînés dans l'eau, Zane remarque que le monstre est enchaîné, il saute dans l'océan et place des mâchoires de mers sur la chaîne de la créature.

### Épisode 10:Le Temple de la lumière
- États-Unis : 24 octobre 2012 sur Cartoon Network
- France : 7 novembre 2013 sur France 3

Arrivé sur l'île des ténèbres, les ninjas reste caché pendant que l'armée de pierre se prépare pour la bataille finale. Sur le Destiny's Bounty, les ninjas apprennent que le Temple de la Lumière est l'endroit où ils peuvent recevoir leurs pouvoirs élémentaires, et où Lloyd peut acquérir la technique ultime du Maître Spinjitzu : le Dragon d'Or, un style de combat pratiqué uniquement par le Premier Maître Spinjitzu. Pour ce faire, le ninja doit utiliser un médaillon pour trouver le temple, où Lloyd doit frapper l'Instrument de la paix. Le ninja se prépare à partir, mais Sensei Wu dit à Lloyd de rester derrière pour ne pas prendre le risque de débuter la bataille finale tôt, en le faisant rencontrer son père. Le Maître dit également à ses élèves de rester furtifs à tout prix, car Garmadon ne sait pas encore qu'ils sont là.
Lord Garmadon supervise l'extraction de la matière noire par l'armée, le mal pur au cœur de l'île, pour construire une super-arme qui peut tourner le cours de la guerre. À l'insu des héros, Overlord sens la présence du ninja et dit à Lord Garmadon de les trouver avant qu'ils ne puissent atteindre le Temple de Lumière.
Dr. Julien et Nya commencent à construire de nouveaux véhicules pour les ninjas : une foreuse roulante pour Cole et un mech armure pour Kai. Lloyd demande à sa mère la raison qui la fait tomber amoureux de son père, celui-ci lui répond qu’avant de devenir mauvais, Misako est tomber amoureux de Garmadon car ils étaient fiers de leurs fils. Alors que l'Armée de pierre fouille l'île, ils repèrent Wu et s’eu mir en chasse, Wu tente de se défendre mais les guerriers sont trop fort pour lui mais Lloyd débarque avec sa mère et le sauve en maîtrisant parfaitement les quatre éléments : Feu, Foudre, Terre, Glace.
Les autres ninjas s'infiltrent dans le camp de Lord Garmadon, seulement pour que Zane remarque sont faucon et se précipite pour aller le récupérer dans l’espoir que son puisse le réparer. Pendant ce temps, Jay répète un point lumineux depuis le médaillon, indique ainsi l’emplacement du temple de la lumière. Zane récupère son faucon mais il se fait repéré par l'armée de pierre et l'autre ninja intervient pour aller le sauver. En fuyant l'armée, ils s'échappent de justesse et retournent chercher les machines avant de se rendre aux temple qui se trouve au sommet de la plus haute montagne de l'île.
Avec leurs nouveaux véhicules, les ninjas se dirigent vers le Temple de la Lumière, gardant à peine l'avance sur l'Armée de pierre. À l'intérieur du temple, ils trouvent sur les murs des images représentant leur voyage du passé au présent (la découverte du Bounty, la défaite du Dévoreur et de leurs arriver au temple). Plus loin se trouve une grande cloche, suspendue au-dessus d'un motif étrange sur le sol portant les symboles des ninjas. Réalisant que c'est l'instrument de la paix, Lloyd le frappe, faisant briller une lumière sur lui et des faisceaux d'énergie à se refléter sur les cristaux dans les murs. Bientôt, toute la pièce est entrecroisée entre les poutres, et on heurte un pilier, ce qui la fait briller. Au pied du pilier, les tenues de Kai se transforment, et un sabre en forme de dragon avec la puissance du feu apparaît dans sa main.
En succession rapide, Zane, Cole et Jay subissent des transformations similaires, reprenant leurs pouvoirs sur la glace, la Terre et de la foudre, respectivement. Alors que leurs armes manifestent des lames représentant leurs éléments respectifs, Lloyd s'élève dans les airs. Les ninjas utilisent leurs sabres pour envoyer leurs pouvoirs élémentaires à Lloyd, qui brille brillamment lorsqu'un dragon d'or apparaît pendant une fraction de seconde. Lorsque la lumière s'estompe, Lloyd atterrit sur le sol, portant un nouveau costume similaire aux quatre autres ninjas, et avec ses vrais pouvoirs déverrouillés.
L'Armée de pierre arrive enfin dans le temple, mais les ninjas sont plus que prêts pour eux, en utilisant leurs nouveaux pouvoirs élémentaires, ils arrivent enfin à battre facilement les guerriers. Kai bat certains soldats dans un anneau de feu, Jay électrocute toute une ligne d'ennemis d'une seule touche, Zane trompe un groupe de ses ennemis pour qu'ils se transforment en un totem de glace, et Cole avale ses adversaires dans une masse de terre. Enfin, Lloyd convoque le pouvoir du Dragon d'or, créant une lumière brillante qui effraie les soldats de pierre restants en retraite.

### Épisode 11:Le Dernier Espoir
- États-Unis : 7 novembre 2012 sur Cartoon Network
- France : 28 novembre 2013 sur France 3

Au sommet de la montagne, l'horloge céleste continue le compte à rebours vers la bataille finale entre le bien et le mal. Overlord apparaît devant Lord Garmadon, notant qu'il semble en conflit. Garmadon le nie, mais Overlord se demande s'il s'inquiète de faire face à son fils, qui se renforce de jour en jour, Overlord lui explique qu’il doit battre Lloyd s’il veut que rêve maléfique se réalise.
De retour à la plage, le Dr. Julien répare le Faucon, tandis que les ninja célèbre ses pouvoirs restaurés en abattant des noix de coco. La fête est interrompue par Sensei Wu, qui critique les ninjas pour leur joie incommodée qui risque de dévoilé leurs positions ; Wu leurs explique que même s'ils ont le pouvoir de vaincre l'Armée de pierre, il n’y que Lloyd qui peut vaincre son père mais celui-ci n’est pas emballé par cet idée, Wu lui explique qu’il n’a pas le choix mais  Misako révèle qu’il y a un moyen d’empêcher cet bataille : si le Casque des Ombres est ramené sur le piédestal de l’horloge, le compte à rebours pourrait s'arrêter et empêcher l’ultime combat.
Dans le camp de Garmadon, Overlord se demande pourquoi certains membres de l'armée de pierre améliore t’il leurs véhicules au lieu de travailler sur l’arme redoutable. Garmadon explique qu'il renforce leurs défenses, craignant que les ninjas débarquent pour saboter sont projet mais Overlord soupçonne que la détermination de Garmadon vacille, mais Garmadon affirme furieusement que façonner Ninjago à son image est son seul désir même s’il s’inquiète toujours à l’idée d’affronter son fils. Frustré par les préoccupations d'Overlord, il ordonne avec colère à un groupe de soldats de pierre à proximité de redoubler d'efforts dans la construction de l’arme redoutable, ce qui soulage Overlord.
Risquant tout, les ninja (sauf Lloyd qui a été mis en retrait pour que leur plan puisse marcher) se déguisent en Guerrier de Pierre et escortent Misako au camp de Lord Garmadon, faisant semblant de l'avoir capturée. Alors que le général Kozu emmène Misako dans la tente de son maître, les ninjas déguisés sont mis au travail en portant la matière noire jusqu’à l’arme redoutable. L'arme est entourée d'un mur en bois, mais les ninjas remarquent qu’elle ressemble à un très grand canon et réfléchissent à ce que Garmadon prévoit de faire avec.
Pendant ce temps, Misako apparaît devant Garmadon, qui note que l'Armée de pierre ne serait jamais en mesure de l'attraper, à moins qu'elle ne veuille être attrapée. En utilisant l'affection persistante de son mari pour elle, Misako convainc Garmadon d'enlever le casque, ce qui lui permet de le voler. Dans le même temps, le ninja se font démasquer lorsque Cole attaque un soldat de pierre, les forçant à se battre pour revenir à l'entrée alors que Misako les rejoint.
Avant que le groupe ne puisse fuir, un Garmadon enragé apparaît à bord d’un mech à quatre bras qui s'avère invulnérable aux nouveaux pouvoirs élémentaires des ninjas. Heureusement, Nya arrive dans la Foreuse juste à temps, expliquant que le faucon réparé a vu qu'ils avaient besoin d’aide. Les ninjas s'échappent avec Misako et Nya, mais l'armée de pierre les poursuit jusqu'à ce qu'Overlord rappelle à Lord Garmadon que les ninjas pourraient retourner l'armée de pierre contre lui s’ils portent le casque. Ignorant cela, Jay mais le casque sur sa tête pour ensuite l'enlever rapidement lorsque les autres l’avertissent qu'il pourrait être corrompu par le casque des ombres.
Lorsque la foreuse de terre émerge dans la jungle, Garmadon est rapide à leurs poursuites. Après une poursuite frénétique qui se termine par l'arrêt momentané de la foreuse, Garmadon s’apprête à les éliminer jusqu’à que Lloyd débarque et ses pouvoirs pour le stopper. Lord Garmadon sort de l'épave, affaibli et vulnérable ; depuis la foreuse, les ninjas encouragent Lloyd à l’attaquer. Malgré tout ce qui est en jeu, le Ninja vert est incapable de frapper le coup fatal, le forçant à sauter à bord de la foreuse alors que les ninjas s'échappent devant l'armée de pierre qui se rapproche.
À l'horloge céleste, les ninjas retrouvent Wu et cherchent désespérément le piédestal du casque avant la fin du décompte. La chasse est interrompue lorsque l'armée de pierre arrive, mais Misako récupère le casque lorsque l'un des bras rotatifs de l'horloge le frappe de la main du général Kozu. Le ninja trouve enfin le piédestal et remplace le casque, mais ils arrivent trop tard ; le compte à rebours est terminé, et la bataille finale aura bien lieu. Alors que l'horloge tire une puissante poussée d'énergie à l'intérieur des terres, l'Armée de pierre capture Nya, et les ninjas sont précipités dans une crevasse. Survivant à la chute, les ninja part pour se préparer à la bataille finale, Jay étant en colère contre la capture de Nya et Lloyd honte de son hésitation.

### Épisode 12:L'Ultime Combat a commencé
- États-Unis : 14 novembre 2012 sur Cartoon Network
- France : 12 décembre 2013 sur France 3

L'épisode débute au moment où Overlord présente fièrement Lord Garmadon le Garmatron, un char massif et lourdement armé. Alors que Garmadon admire l’engin, des soldats de pierre arrive avec Nya où cette dernière déclare que ses amis trouveront un moyen d'arrêter Lord Garmadon, mais la méchante décide de tester les effets matière noire sur elle. Pendant ce temps, les héros retournent au Bounty, où le Dr. Julien pose des questions sur leurs missions mais Sensei Wu explique qu’il ont échoué et que la bataille finale va commencer puis il se tourne vers Lloyd, qui est toujours abattu sur la perspective de combattre son père, et lui rappelle que c'est son destin en tant qu'Élu - tout Ninjago dépend de sa victoire .Misako dit à son fils que Garmadon est tout aussi réticent à vouloir le combattre, et l'autre ninja promet leur aide dans le combat final.
Revigoré par le soutien de ses amis, Lloyd et le groupe se dirige vers le camp de Garmadon, pour le trouver désert. Le Faucon les conduit sur des pistes massives et un chemin de destruction menant à la côte où Wu se rend compte que l'arme redoutable sert à réaliser le rêve de Garmadon en refaçonnant Ninjago à son image. Misako réalise que son action pourra faire revenir Overlord dans leurs mondes.
Le groupe passe à autre chose, mais Zane est forcé de dire au revoir à son père, qui est incapable de suivre et décide de retourner au Bounty. Alors qu'ils courent, les ninjas réfléchissent à toutes leurs aventures, mais l'humeur joviale est brisée lorsqu'ils sentent une présence maléfique à proximité. Soudain, les ninjas se font attaquer par Nya qui a été corrompu par la matière noire et changer en esclave sauvage de Garmadon. Wu, Misako et Lloyd continuent pendant que le ninja tente de retenir Nya sans lui faire de mal. Le Garmatron atteint enfin la côte de l'île, où l'Overlord demande à Garmadon de charger le canon avec les missiles de matière noire, mais Lloyd, Misako et Maître Wu arrivent et le dissuader Garmadon ne puisse tirer mais ce dernier insiste pour qu’il soit ensemble avec lui lorsqu’il aura corrompu le monde entier avec le même mal qui a consommé son être.
Avec cela, Garmadon active le canon du Garmatron mais il découvre qu’il à un temps de chargement avant de lancer les missiles. Misako détourne les explosions des canons du char, permettant à Lloyd de sauter à bord ; cependant, le général Kozu parvient à maîtriser le Ninja vert assez longtemps pour que le Garmatron tire et vise le continent de Ninjago, drainant la couleur de la terre et transformant les gens en bêtes aux yeux violets. 
Lloyd tente d’utiliser ses pouvoirs mais Garmadon active une trappe qui le fait sortir lui et Kozu du véhicule. De retour dans la jungle, les ninjas ont du mal contre Nya mais réussit à la coincé Nya grâce à leurs pouvoirs élémentaires avant de rejoindre les autres.
Overlord commence à ricaner devant l’accomplissement de Garmadon et lui explique qu’en perturbant l’équilibre, il va pouvoir s’échapper de son monde pour revenir à Ninjago. Lord Garmadon est furieux à ce sujet et proclame que Ninjago lui appartient, mais Overlord révèle qu’il se servait de lui depuis le début. Alors que les ninjas rejoignent leurs amis, Garmadon se transforment en dragons humanoïde pour qu’Overlord puisent en prendre le contrôle. Wu dit à Lloyd que là ce n’est plus Garmadon car il possède Overlord et qu’à la différence de lui, il n’aura aucune pitié contre Lloyd, mais le ninja offre leur aide contre l'armée de pierre.
Cherchant plus de puissance maléfique pour augmenter sa force, Overlord vise le canon du Garmatron à Ninjago City, mais rien ne se passe. En regardant par-dessus, Overlord se rend compte que toute son armée est occupée à combattre les ninja, Wu et Misako empêchant les soldats de pierre de charger le Garmatron et parvient et réussi à armer à la place le général Kozu, envoyant son général voler dans la ville de Ninjago. Le général Kozu finit par s'écraser sur le Mojo Dojo de Dareth où il envoie ses élèves pour attaquer le général de pierre. Enragé, l'Overlord décide de charger le canon personnellement, seulement pour que Lloyd saute au-dessus du Garmatron et le défie au combat.
Alors que Kai détourne l'une des tourelles du Garmatron pour s'opposer à Jay contre les restes de l'armée de pierre, l'Overlord fait tomber Lloyd du char. Leur bataille se poursuit sur la plage, se heurtant brièvement à des faisceaux d'énergie avant que Lloyd n'esquive et ne fasse exploser son ennemi dans la jungle. Overlord récupère rapidement et vole au-dessus des arbres, livrant un plaquage brutal qui envoie Lloyd voler. Overlord lui déclare qu’il n’a aucune chance contre lui en étant seul mais Lloyd lui répond que son père l’aide même s’il est sous son emprise.
Lord Garmadon apparaît brièvement de l'intérieur de Overlord, suppliant Lloyd de l’attaquer, la confusion et le choc d’Overlord permettent à Lloyd de prendre l'offensive. Alors qu'ils entrent une fois de plus en conflit avec leurs faisceaux d'énergie, Garmadon tente de lutter contre l’emprise d’'Overlord mais ce dernier déclare à Lloyd que son père est parti avant de surmonter l'attaque son attaque, piégeant le Ninja vert dans une sphère d'énergie sombre et le lançant à travers la plage. Misako et Wu se précipitent du côté de Lloyd alors que Overlord enclenche le canon du Garmatron sur ses ennemis, mais le prochain tir du char est bloqué par le Destiny's Bounty, piloté par le Dr. Julien.
Marre de l'ingérence, Overlord crée un portail pour son armée, déclarant qu'ils iront personnellement à Ninjago City pour terminer le travail. De l'arrière du Garmatron, Nya corrompu les suit alors que Kai tente de faire pareil mais le portail se referme devant lui, laissant les héros piégés sur l'île des ténèbres. 

### Épisode 13:L'Avènement du maître du Spinjitzu
- États-Unis : 21 novembre 2012 sur Cartoon Network
- France : 19 décembre 2013 sur France 3

Des nuages sombres envahissent Ninjago City, Dareth, Lou et les autres supposent que le ninja est gagné, mais le Garmatron apparaît à la place. Déterminé à protéger la ville, Dareth défie le char qui avance, mais Overlord le chasse avec quelques tirs du char, le Garmatron continue de tirer dans toutes la ville, répandant la matière noire partout pendant qu’Overlord sa métamorphose. De retour sur l'île des ténèbres, les ninjas déprimés craignent sur la situation mais Lloyd qui bande la jambe leur rappelant comment ils l'ont aidé passer du côté du mal pour devenir le Ninja Vert. Il croit qu'il doit y avoir une raison pour laquelle ils ont été choisis pour perpétuer l'héritage du premier maître Spinjitzu car ils sont des ninjas, et que les ninjas n’abandonnent jamais.
Les ninjas sont encouragés par le discours, mais se rendent compte qu'ils n'ont toujours aucun moyen d'atteindre le Ninjago puis le faucon les rejoint et les incite à le suivre jusqu’au Temple de la Lumière où Misako trouve une zone du temple qui ressemble à une image dans l'un de ses rouleaux. Les ninjas trouvent quatre fentes et insère leurs lames élémentaires dedans, le centre du sol s'ouvre pour révéler un grand mech doré que le premier maître Spinjitzu utilisait pour combattre Overlord, Lloyd s’installe dans le cockpit et restaure le mech à son état d'origine. Apprenant que le mech peut voler puis les ninjas apprennent que l'Ultra Dragon les a rejoints, et les autres héros l'utilisent pour accompagner Lloyd à Ninjago City.
Cependant, Ninjago City n'est pas ce dont ils s'en souviennent ; tout est sombre, les gens sont des marionnettes apathiques de l'obscurité, et une tour massive domine l'horizon. Maître Wu identifie ce dernier comme le Garmatron, transformé en forteresse par le Seigneur. Se déplaçant vers le sol pour obtenir un meilleur look, le ninja évite de justesse d'être frappé par une tache d'obscurité pure - au sommet de la tour, un énorme dragon noir rugit vers le ciel. Misako se rend compte que l'Overlord a finalement retrouvé sa forme originale, et le groupe fait un plan d'attaque : la plupart d'entre eux attireront l'attention de l'Overlord avec l'Ultra Dragon, tandis que Lloyd prend le Golden Mech pour combattre le mal ultime de front.
Malheureusement, le Garmatron s’est transformé en tour est gardée Kozu et son Armée de pierre qui ouvre le feu sur l'Ultra Dragon. Le Mech Dorée de Lloyd traverse le mur extérieur de la forteresse et commence à combattre l'armée de pierre, pour être détruit lorsque Nya l'attaque avec une tourelle. Avec le Ninja vert à terre, le ninja saute de l'Ultra Dragon pour le protéger. Voyant ses élèves en difficulté, Misako révèle à Wu et au Dr. Julien que le casque des ombres peut contrôler l'armée de pierre et qu'Overlord ne porte plus. Tous les trois trouve le casque mais seulement pour voir Dareth le mettre sur sa tête ; l'Armée de pierre sont paralysés et décide de suivre les ordres du "Ninja brun". Impressionné par la tournure des événements, Kai accueille officiellement Dareth en tant que ninja avant que le groupe ne prépare à aller affronter Overlord.
Dareth envoie l'Armée de pierre pour frayer un chemin pour les ninja afin qu’ils puissent monter les escaliers. Pendant ce temps, le nombre du ninja diminue lentement en raison de l'assaut implacable de leurs ennemis ; Jay et Cole sont corrompus par les ténèbres d’Overlord, Zane reste en arrière pour combattre ses coéquipiers infectés (où il se retrouve contaminé pendant son combat), et Kai attaque la tourelle de Nya pour la garder occupée, laissant Lloyd boiter jusqu'au toit par lui-même. Plus tard,
L'Overlord dragon tourne son attention vers le Ninja vert alors qu'il déclare son intention de se battre. L'Overlord affirme qu’il n’a aucune chance de le vaincre avec sa blessure et sans l’aide de ses amis où d’une arme mais Lloyd charge ses pouvoirs, disant qu'il n'abandonnera jamais. Overlord bombarde le bouclier énergétique du Ninja vert d'une goutte de feu sombre, mais Lloyd repousse, dissipant les flammes et s'élevant dans les airs. Son costume devient doré alors qu'il libère enfin son vrai potentiel, déclarant qu’il est devenu "le maître du Spinjitzu suprême".
Overlord attaque, mais Lloyd riposte, renfonçant son ennemi du toit et manifestant un dragon d'or d'énergie pure à prendre en l'air. Avec cela, le dragon d'or s'attaque à Overlord, volant tout autour de la forteresse avant que le méchant ne puisse se libérer. Furieux de la persistance de Lloyd, Overlord utilise son attaque ultime, engloutissant le Ninja vert dans une sphère d'obscurité pure. À l'intérieur de la sphère, Overlord avale Lloyd et son dragon mais Lloyd charge ses pouvoirs et submerge le mal ultime de l'intérieur. Overlord fut détruit et une vague de lumière chasse l'obscurité qui avait envahi Ninjago, sauvé ainsi le monde.
Dans le cratère où se trouvait autrefois la forteresse de l'Overlord, Kai se réveille pour découvrir que Nya et les autres ont été guéris du mal. L'Ultra Dragon atterrit avec le Dr. Julien, Dareth, Misako et Wu pour félicitent Lloyd, le ninja jurant d'être prêt si Overlord devait revenir. Cependant, l'humeur de Lloyd devient rapidement mélancolique lorsqu’il pense à son père.